# Llansanwyr
Llansanwyr (en anglès Llansannor) és un petit poblet situat al county borough de Bro Morgannwg, Gal·les. Actualment hi ha al voltant de 200 habitants. Els seus principals atractius són l'església parroquial, el pub The City Inn (actualment tancat), una Escola Primària i l'Ajuntament, el qual ha estat restaurat gràcies als esforços dels parroquians.
Llansanwyr era, tradicionalment, una parròquia, però durant l'últim segle va anar absorbint petites granges desperdigolades al voltant de Mynydd y Fforest, arribant a incorporar també, a part del poble, un seguit de cases construïdes als camps al voltant de Llansannor Court entre 1970 i 1999. Avui en dia les granges de la parròquia inclouen Church Farm, Gelli Goll Farm i Windmill Farm. L'agricultura continua mantenint-se com l'element fonamental de la zona, tot i que molts dels habitants de Llansanwyr són jubilats o treballen a la veïna Cardiff.
El Valeways Millennium Heritage Trail passa per la parròquia, i el naixement del riu Thaw és proper.
L'habitant més famós de Llansanwyr és John Peter Rhys Williams, jugador de rugbi gal·lès.